# Acqua Movie
Acqua Movie é um filme brasileiro de 2021 do gênero drama. Dirigido por Lírio Ferreira, é estrelado por Alessandra Negrini. O filme é um spin-off de Árido Movie, do mesmo direitor

## Sinopse
Numa fria manhã na cidade de São Paulo, Cícero, um menino de 12 anos, depara-se com seu pai morto no banheiro de casa, vitimado por um infarto fulminante. Sua mãe, a ambientalista Duda (Alessandra Negrini),está na floresta amazônica realizando um documentário sobre causas indígenas e precisa voltar às pressas para casa. Na sequência do sepultamento, o menino convence a mãe a viajar de São Paulo para o sertão do Nordeste para jogar as cinzas do pai no Velho Chico e conhecer alguns familiares paternos que moram lá.
Esse é o ponto de partida deste filme de estrada onde mãe e filho tentam, em meio ao sol escaldante do semiárido nordestino, atravessado por canais de transposição das águas do Rio São Francisco, reinventar a narrativa do afeto.[carece de fontes?]

## Elenco
- Alessandra Negrini como Duda
- Antonio Haddad Aguerre como Cícero
- Guilherme Weber como Jonas
- Augusto Madeira como Múcio, o prefeito
- Zezita de Matos como a Avó
- Marcélia Cartaxo como a Tia
- Christiane Tricerri
- Aury Porto
- Márcio Fecher como Lindomar

## Prêmios e indicações
| Ano  | Prêmio                             | Categoria                    | Indicação                                                                       | Resultado | Ref.  |
| ---- | ---------------------------------- | ---------------------------- | ------------------------------------------------------------------------------- | --------- | ----- |
| 2022 | Grande Prêmio do Cinema Brasileiro | Melhor Ator Coadjuvante      | Augusto Madeira                                                                 | Indicado  | [ 3 ] |
| 2022 | Grande Prêmio do Cinema Brasileiro | Melhor Direção de Fotografia | Gustavo Hadba, ABC                                                              | Indicado  | [ 3 ] |
| 2022 | Grande Prêmio do Cinema Brasileiro | Melhor Som                   | Valéria Ferro, Tiago Bittencout, Daniel Turini, Fernando Henna e Sérgio Abdalla | Indicado  | [ 3 ] |
| 2022 | Grande Prêmio do Cinema Brasileiro | Melhor Trilha Sonora         | Antonio Pinto                                                                   | Indicado  | [ 3 ] |

## Ligações Externas
- Acqua Movie. no IMDb.